# Bona Septano
Bona Septano (* 22. September 1987 in Medan) ist ein indonesischer Badmintonspieler. Pia Zebadiah ist seine Schwester und Markis Kido sein Bruder.

## Sportliche Karriere
Bona Septano gewann 2009 Bronze bei den Südostasienspielen im Herrendoppel mit Mohammad Ahsan. Im gleichen Jahr siegten beide auch bei den Philippines Open. 2008 waren beide bereits Welthochschulmeister geworden. Bei der Sommer-Universiade 2007 gewann Ahsan Bronze mit dem indonesischen Männerteam. Beim Thomas Cup 2010 wurde er mit dem Herrenteam Vizeweltmeister.

## Sportliche Erfolge
| Veranstaltung | Saison                     | Disziplin    | Platz | Name                              |
| ------------- | -------------------------- | ------------ | ----- | --------------------------------- |
| 2007          | Universiade                | Herrenteam   | 3     | Indonesien                        |
| 2008          | Welthochschulmeisterschaft | Herrendoppel | 1     | Bona Septano / Mohammad Ahsan     |
| 2008          | Welthochschulmeisterschaft | Mixed        | 3     | Bona Septano / Richi Puspita Dili |
| 2009          | Südostasienspiele          | Herrendoppel | 3     | Bona Septano / Mohammad Ahsan     |
| 2009          | Philippines Open           | Herrendoppel | 1     | Mohammad Ahsan / Bona Septano     |
| 2010          | Thomas Cup                 | Herrenteam   | 2     | Indonesien                        |